# Современный век комиксов

Watchmen #1, 1986 год.
Одна из серий комиксов, считающаяся началом Современного века комиксов

Современный век комиксов (англ. Modern Age of Comic Books) — название периода в истории американских комиксов, который длится с середины 1980-х по наше время. Единых рамок и определённого названия данного периода не существует. Некоторые историки выделяют Медный, который идёт после Бронзового и перед Современным (в этом понимании длящегося с приблизительно 1992 года по наши дни). Также существует версия, по которой после Бронзового века идёт Тёмный век комиксов, длящийся до 2000 года, с которого начинается Современный век комиксов. Для  комиксов, выпускающихся с 2010-х годов свойственен радикальный пересмотр стандартов, которым следовали комиксы золотого, серебряного и бронзового века. В частности если в классических комиксах главным героем становится белый мужчина с сильным телосложением, то в современных комиксах всё более значимое влияние уделяется подросткам, женщинам, темнокожим или представителям не европейских культур, которых раньше бы игнорировали, и если в комиксах бронзового века они могли играть роль второстепенных персонажей, то в современных комиксах они часто выступают уже главными героями. Новой особенностью современных комиксов стал выпуск давно известных супер-героев из альтернативной вселенной, где например Человек-Паук становится латиноамериканцем, а Мисс Марвел — мусульманской иммигранткой-подростком.

## История

### Независимые издательства
В конце 1970-х годов многие известные создатели комиксов стали выпускать свои работы у независимых издателей. После того как новым главным редактором в Marvel Comics стал Джим Шутер, некоторые ключевые фигуры (Стив Гербер, Марв Вулфман и другие) ушли из компании. Были созданы такие комиксы, как Jon Sable Freelance, American Flagg!, Nexus и GrimJack. Создатели были приглашены в DC, где были созданы Green Arrow: The Longbow Hunters, Blackhawk, Hawkworld и Maus.

### Появление антигероев
В середине 1970-х годов в Marvel были созданы такие антигерои, как Росомаха, Каратель и более мрачная версия Сорвиголовы Фрэнка Миллера. Все они сильно отличались от предыдущих супергероев комиксов. DC также не отставала от тенденции, выпустив Batman: The Dark Knight Returns Фрэнка Миллера и Watchmen Алана Мура и Дэйва Гиббонса.
К началу 1990-х годов антигерои уже стали правилом, нежели исключением. Самыми популярными были Кейбл и Веном, созданные Marvel Comics, и Спаун от Image Comics.

### Взлёт и падение спекулятивного рынка
К концу 1980-х годов, комиксы с первым появлением каких-либо классических персонажей или же первые выпуски популярных долгоидущих серий комиксов продавались за тысячи долларов. Во многих печатных изданиях говорилось о том, что комиксы — хорошее вложение денег, из-за чего вскоре коллекционеры начали скупать большое количество комиксов, предполагая, что они станут ценными в будущем.
В ответ на такой спрос издатели стали выпускать специальные коллекционные вещи, например, карточки или «ограниченные издания» некоторых выпусков с разными (вариантными) обложками. Первые выпуски таких серий комиксов Marvel, как X-Force, X-Men (vol. 2) и Spider-Man стали самыми известными примерами данной тенденции. Вскоре стали выпускаться комиксы с голограммными, светящимися в темноте и другими обложками.
В реальности большинство комиксов, которым предсказывали стать ценными, таковыми не стали. Главным образом это произошло из-за того, что тиражи комиксов были огромными, из-за чего они стали слишком доступными и распространёнными среди коллекционеров. Произошёл крах в комикс-индустрии, продажи упали, а многим магазинам и издателям пришлось закрыться. В 1996 году крупнейшая компания по производству комиксов, Marvel Comics, объявила о своём банкротстве(с тех пор она восстановила свои позиции).

## Влияние других стран, жанров, СМИ и рынков
Комиксы в стиле манги, нарисованные в США, называют «америманга» или OEL, от англ. original English-language manga — «манга англоязычного происхождения».
В США в октябре 2019 года отраслевой аналитик Милтон Грипп представил данные на конференции ICv2 в Нью-Йорке, показывающие, что впервые за несколько десятилетий на рынке США доминировали не традиционно американские ежемесячные комиксы в жанре супергероев, а графические романы и торговые книги в мягкой обложке других жанров, а также японская манга и книги, вдохновленные мангой. Эти книги хорошо продаются в книжных магазинах, хотя сдвиг отразился и на магазинах комиксов. По данным Nielsen BookScan, на детские комиксы и графические романы приходилось 41% продаж в книжных магазинах, на мангу - 28%, в то время как на комиксы в жанре супергероев приходилось менее 10%, то есть на 9,6% меньше чем в прошло году.